# Aeroporto di Parigi Charles de Gaulle
L'Aeroporto di Parigi Charles de Gaulle è un aeroporto francese, situato nelle vicinanze della capitale Parigi. È il più grande e più trafficato aeroporto in Francia e in Europa; dall'8 marzo 1974 è intitolato al generale e Presidente della Repubblica francese Charles de Gaulle; prima di tale data era conosciuto come Aéroport de Paris-Nord. È gestito dalla società Groupe ADP (ADP), che gestisce anche l'aeroporto di Parigi-Orly e l'aeroporto di Parigi-Le Bourget.

## Storia
Constatando una crescita rapida del trasporto aereo passeggeri, il potere pubblico ha intrapreso dal 1962 l'identificazione di vasti terreni sufficientemente lontani dall'agglomerato e suscettibili di accogliere nuove infrastrutture aeroportuali vista la saturazione annunciata dell'aeroporto di Orly e dell'Aeroporto di Parigi-Le Bourget, che erano stati creati all'epoca della prima guerra mondiale. Le prospettive di evoluzione del traffico prevedevano, all'epoca, un raddoppio del traffico ogni 5 anni, circa 12 milioni di passeggeri nel periodo 1975-1980.
Una decisione del 16 giugno 1964 decise la creazione dell'aeroporto «Paris Nord» su una grande zona ad una ventina di chilometri a nord-est di Parigi. Questa zona offriva molteplici vantaggi: le demolizioni da fare erano molto limitate e c'era la possibilità di ulteriori ampliamenti nel caso di nuova saturazione. Una quinta pista trasversale è stata così integrata nel piano di costruzione di Roissy-CDG dalla fine degli anni sessanta. La costruzione terminò nel 1974, dopo dieci anni di lavoro.

## Importanza
- Il numero di passeggeri (cifre del 2011), lo pone alla seconda posizione in Europa (60 970 551 viaggiatori) dietro l'aeroporto di Londra-Heathrow (69 391 400) e davanti all'Aeroporto di Francoforte sul Meno (56 009 221) e al settimo posto mondiale.
- Per il numero di passeggeri internazionali, si posiziona invece al secondo posto europeo e mondiale (55 804 279 viaggiatori) dietro Heathrow (61 345 518 passeggeri).[2]
- Per il traffico aereo, si piazza in prima posizione per l'Europa con 525 314 movimenti ed è seguito da Francoforte (464 432) e Heathrow (454 823).
- Per il volume di carico è il primo in Europa (2 099 067 tonnellate di merci) seguito da Francoforte (1 775 106) e Heathrow (1 551 405) è al sesto posto mondiale.[3]

L'aeroporto genera il 10% della ricchezza creata nell'Île-de-France e fornisce lavoro a 85 000 dipendenti.

### Geografia
L'aeroporto si estende sui dipartimenti di Val-d'Oise (Roissy-en-France), Senna-Saint-Denis (Tremblay-en-France) e di Seine-et-Marne (Mauregard, Le Mesnil-Amelot e Mitry-Mory). Occupa una superficie di 3 200 ettari, impiega 80 000 dipendenti nelle 700 imprese nelle più di 200 professioni divise negli 11 principali settori di attività. È uno degli aeroporti del futuro grazie alle sue possibilità d'ingrandirsi dovute alla grande estensione di terreno acquisito.
Il traffico passeggeri dal 2003, è stato suddiviso tra le aérogares:
- CDG 1: 9,3 milioni di passeggeri;
- CDG 2: 34,7 milioni;
- CDG 3: 4,2 milioni. (In origine denominato T0 e poi T9)

Più di un terzo dei passeggeri sono in transito.
Nel 2006, con 532 961 movimenti di aerei si è riscontrato un aumento del +3,8% e con 56 849 567 passeggeri del +5,7%.
Il traffico passeggeri globale sull'insieme di Groupe ADP (Orly compresa) nel 2003 ha riguardato per il 56% Air France, 2,8% Corsairfly, 2,7% easyJet, 2,3% British Airways, 2,1% Alitalia, 1,9% Iberia, 1,7% Lufthansa.

## I terminal (aérogares)
- 1965: creazione dell'aeroporto di Paris-Nord a Roissy il 22 giugno
- 1966: inizio della costruzione del Terminal 1 dell'aeroporto
- Aérogare 1 (1967-1974), in servizio nel 1974
- Torre di controllo (1967-1974), in servizio nel 1974
- Centrale telefonica e centrale-thermo-frigo-elettrica (1967-1974), in servizio nel 1974
- Water Tower (1967-1974), in servizio nel 1974
- Aérogare 2 moduli A & B (1972-1982), in servizio nel 1982
- 1973: inizio della progettazione dell'aeroporto di CDG 2, mentre il Terminal 1 non è ancora in servizio
- 1974: inaugurazione e messa in servizio dell'aeroporto, rivoluzionario con il suo Terminal composto da un corpo centrale cilindrico e da sette satelliti
- 1976: l'aeroporto accoglie il primo volo commerciale del Concorde
- Stazione RER (1972-1976), in servizio nel 1976
- 1976: inaugurazione della stazione della RER
- 1977: le compagnie lasciano l'aeroporto di Le Bourget per trasferirsi a Charles de Gaulle
- 1981: apertura del Terminal 2B
- 1982: inaugurazione del Terminal 2A dal presidente Francois Mitterrand, il 24 marzo
- Uffici per le operazioni aeree di Air France (1979-1983) in servizio nel 1983
- Aérogare 2 modulo D (1985-1989), in servizio nel 1989
- 1989: apertura del Terminal 2D
- 1990: firma della convenzione tra ADP e SNCF per la costruzione di una stazione TGV
- 1991: apertura del Terminal T9 per i voli charter
- 1993: apertura del Terminal 2C, interamente riservato al traffico internazionale con un sistema di gestione bagagli informatizzato
- Statione TGV-RER Modulo di scambio (1988), in servizio nel 1994
- 1994: apertura della statione TGV
- 1995: Air France trasferisce la sua sede sociale nella zona di attività di Roissypôle
- Hôtel Sheraton (1989), in servizio nel 1996
- Aérogare 2F (1989), la prima penisola in servizio nel 1997
- 1998, apertura della pista 4
- Aérogare 2 Sala A Nuovo Satellite (1996-1999), in servizio nel 1999
- 2002: il terminal T3 (ex T9) raddoppia la superficie di accoglienza dei passeggeri in partenza e triplica la superficie delle aree commerciali
- Aérogare 2 Sala E (1997), in servizio prevista nel 2003
- 2003: messa in servizio del sesto Terminal, il "2E", utilizzato da Air France e SkyTeam, dedicato al traffico internazionale, esso consente l'attracco di 18 velivoli
- 2007: messa in servizio di CDGVAL, la metropolitana automatica che collega i Terminal CDG1 e CDG2.
- 2007: messa in servizio del nuovo satellite d'imbarco del Terminal 2E di "La Galerie Parisienne"
- 2008: messa in servizio della nuova sala partenze del Terminal 2E
- 2008: apertura del Terminal regionale 2G dedicato alle destinazioni francesi ed europee

fonti: siti web Paul Andreu Architecte e Aéroports de Paris
Fortemente ispirati all'architettura in vigore negli anni settanta i terminal 1 e 2 riprendono uno stile moderno e innovatore per l'epoca.

### Terminal 1

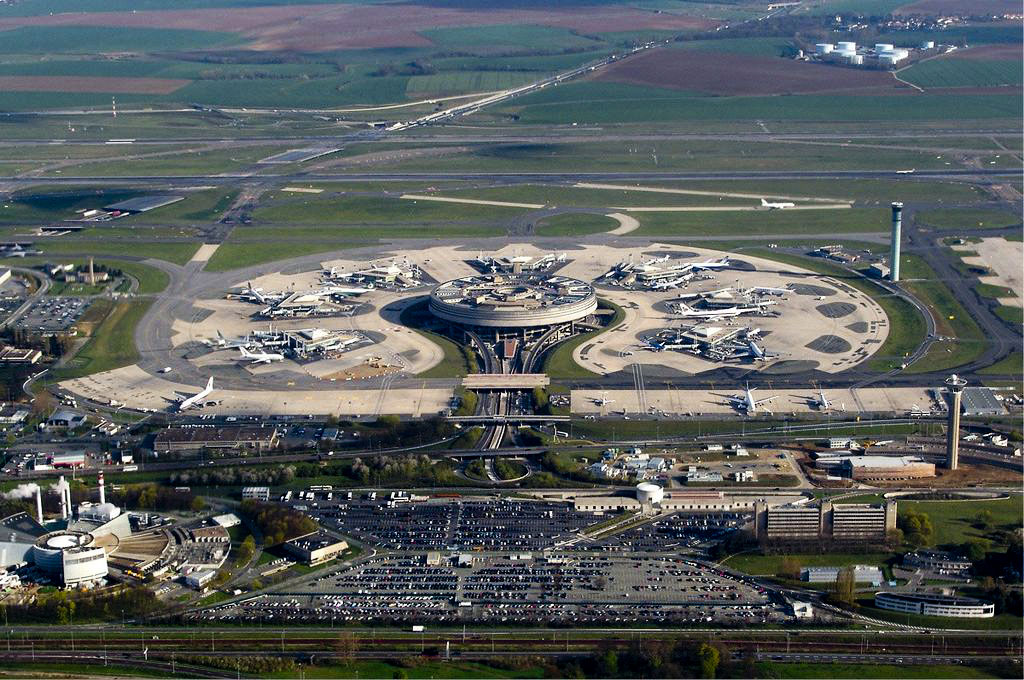
Vista aerea del terminal 1

Il terminal 1 può essere paragonato a una piovra con un elemento centrale circolare attorno al quale sono disposti i satelliti dove vengono posizionati gli aerei.

### Terminal 2

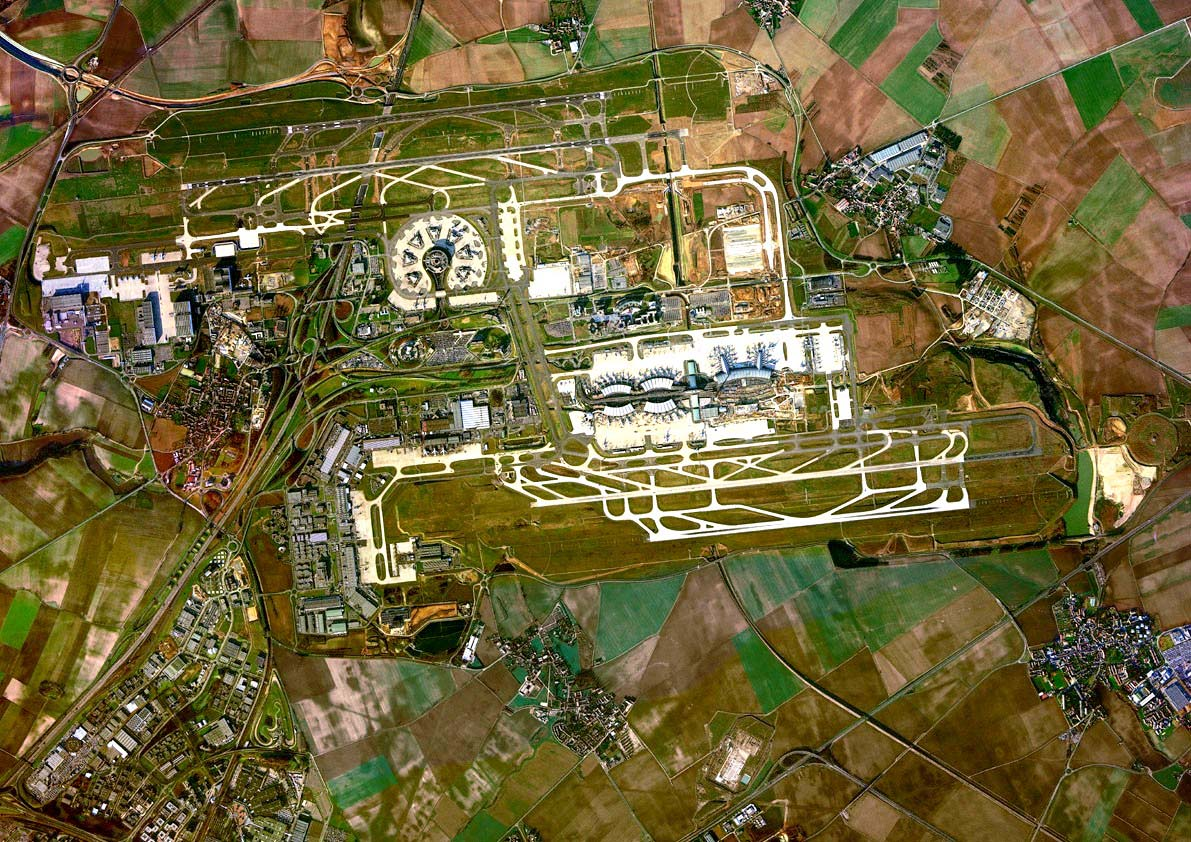
Vista aerea dell'aeroporto con il Terminal 2 in costruzione

Disegnato da Paul Andreu come il precedente, il terminal 2 è stato inaugurato nel 1982 (sale 2A e 2B) e adotta la filosofia di aerostazione modulare. La costruzione delle sale 2D (1989), della 2C (1993) e della prima parte del 2F (1999) accompagnano lo sviluppo del suo principale utilizzatore: Air France. Il terminal 2E (per i voli extra-Schengen), inaugurato nel 2003, e il 2F (per i voli Schengen) comprendono anche i due satelliti S3 (2008) e S4 (2012). Il terminal 2G, dedicato alle compagnie regionali, è stato inaugurato nel 2008.

#### Il crollo del terminal 2E
Il terminal 2E all'epoca era una nuova aggiunta del CDG e si caratterizzava per il design audace e gli ampi spazi. La mattina del 23 maggio 2004, meno di un anno dopo la sua inaugurazione, una porzione del soffitto della struttura ha ceduto vicino al gate E50, uccidendo quattro persone. Due delle vittime erano cinesi e un'altra ceca. Altre tre persone furono ferite nel crollo. Il terminal, inaugurato nel 2003 dopo alcuni ritardi nella costruzione, fu progettato da Paul Andreu; quest'ultimo aveva progettato anche il Terminal 3 dell'Aeroporto Internazionale di Dubai, che crollò durante la costruzione il 28 settembre dello stesso anno. In merito al disastro furono avviate inchieste amministrative e giudiziarie.
Prima dell'incidente, il gruppo ADP aveva programmato un'offerta pubblica di acquisto per il 2005 utilizzando l'immagine del nuovo terminal per attrarre gli investitori. Il crollo parziale e la chiusura a tempo indeterminato del terminal prima dell'inizio dell'estate colpirono duramente il piano economico dell'aeroporto.
Nel febbraio 2005 furono pubblicati i risultati dell'inchiesta amministrativa. Gli esperti indicarono che a causare il crollo non fu solo un errore ma una serie di concause in un progetto che lasciava pochi margini di sicurezza. L'inchiesta accertò che il calcestruzzo della volta non era abbastanza resistente, inoltre era stato forato da pilastri metallici e alcune luci avevano contribuito a indebolire ulteriormente la struttura. Fonti vicine all'inchiesta rivelarono anche che l'intera catena costruttiva si era limitata al minimo consentito per contenere i costi. Il progettista Andreu accusò le società costruttrici di non aver preparato correttamente il cemento armato.
Il 17 marzo 2005, ADP decise di abbattere e ricostruire l'intera sezione crollata del terminal 2E (il cosiddetto «molo») per un costo di circa 100 milioni di euro. La ricostruzione rimpiazzò lo stile innovativo del molo a tubo di cemento con una struttura più tradizionale in vetro e acciaio. Durante la ricostruzione, furono costruite due sale di partenza temporanee nelle vicinanze del terminal che replicavano la capacità del 2E prima del crollo. Il terminal riaprì completamente il 30 marzo 2008.

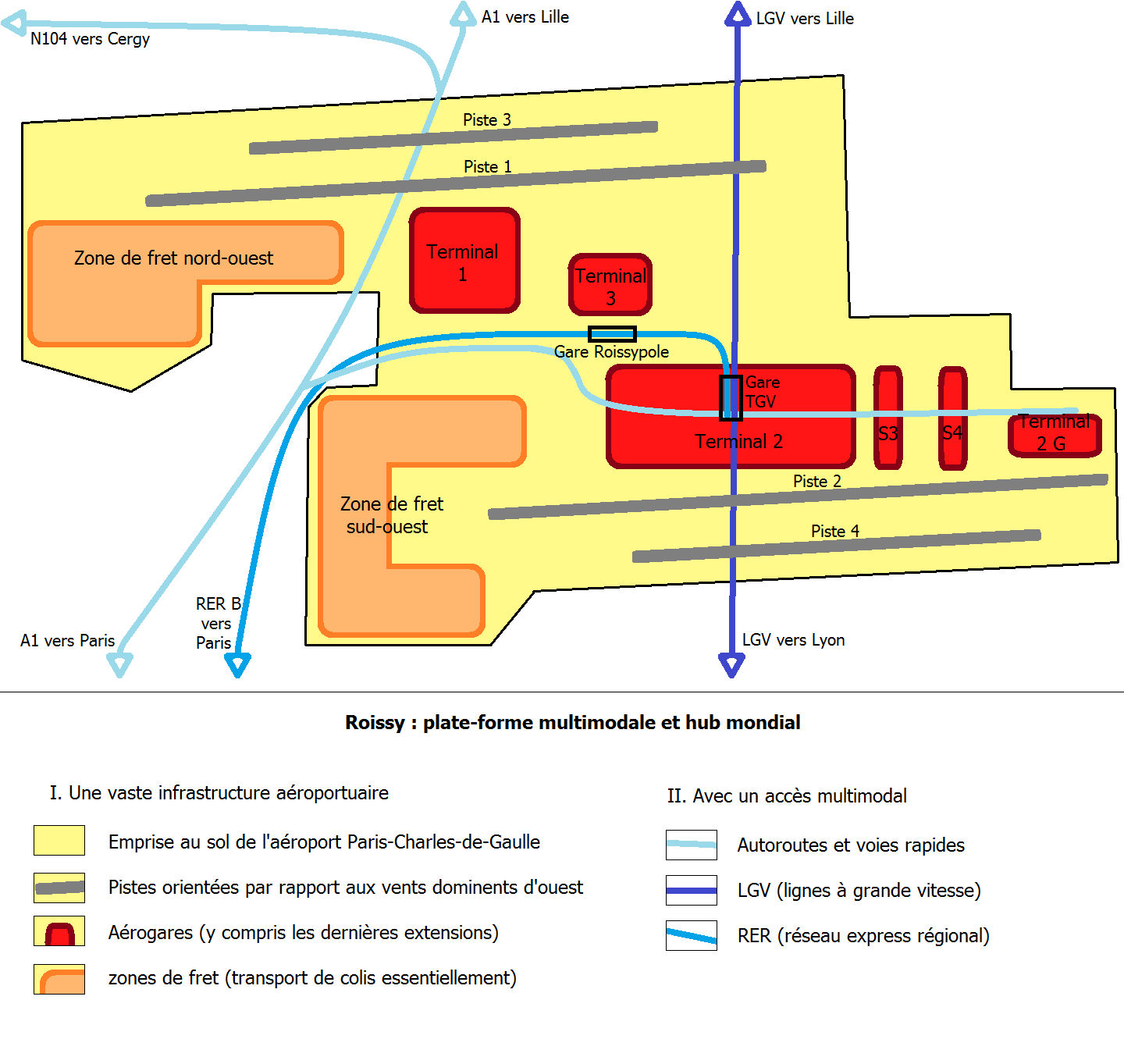
Schema dell'aeroporto

#### Il Satellite S4

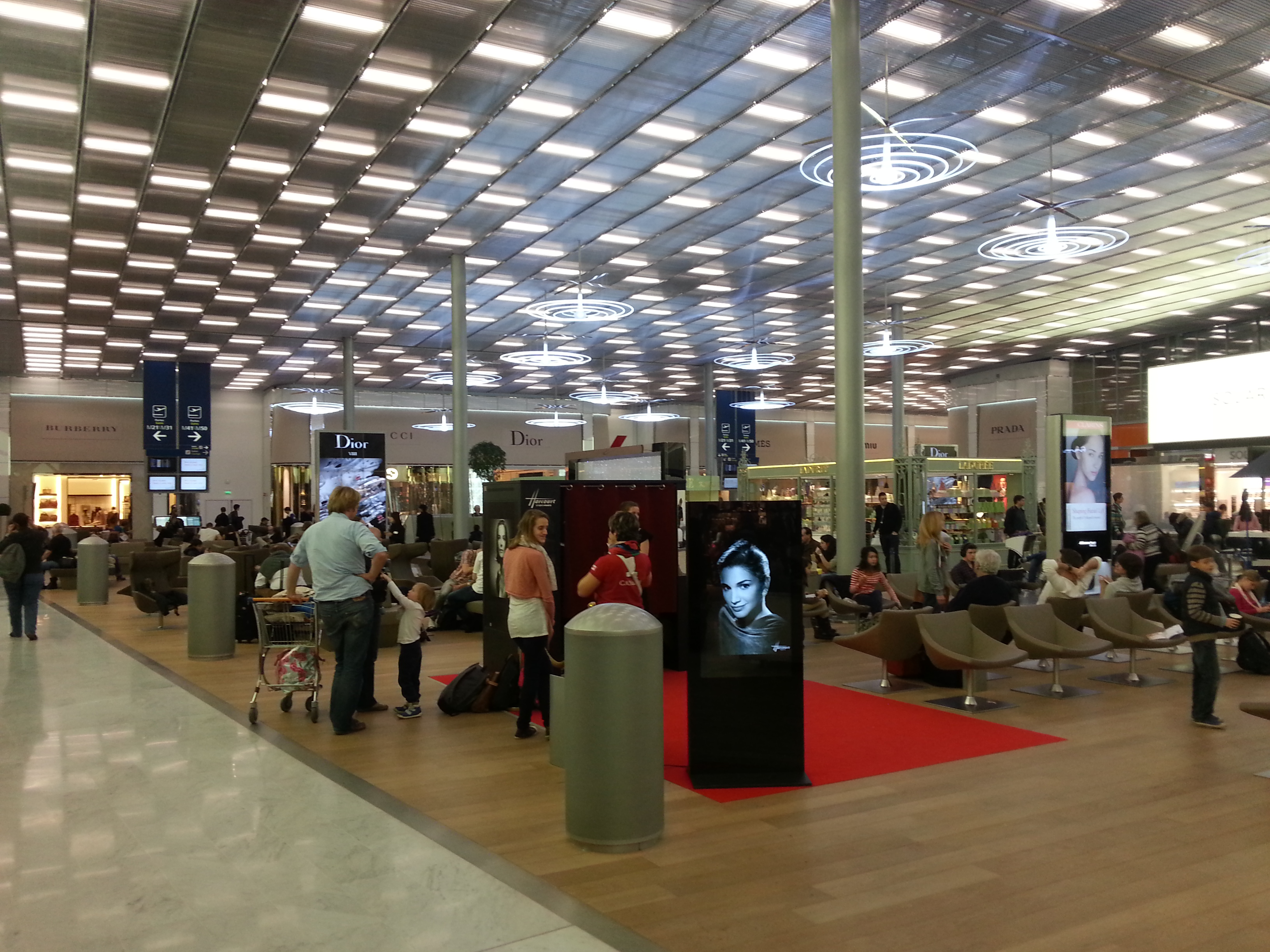
La Hall del Satellite S4

## Statistiche
Questo grafico non è disponibile a causa di un problema tecnico.
Si prega di non rimuoverlo.
Vedi la query Wikidata di origine.

## Trasporti

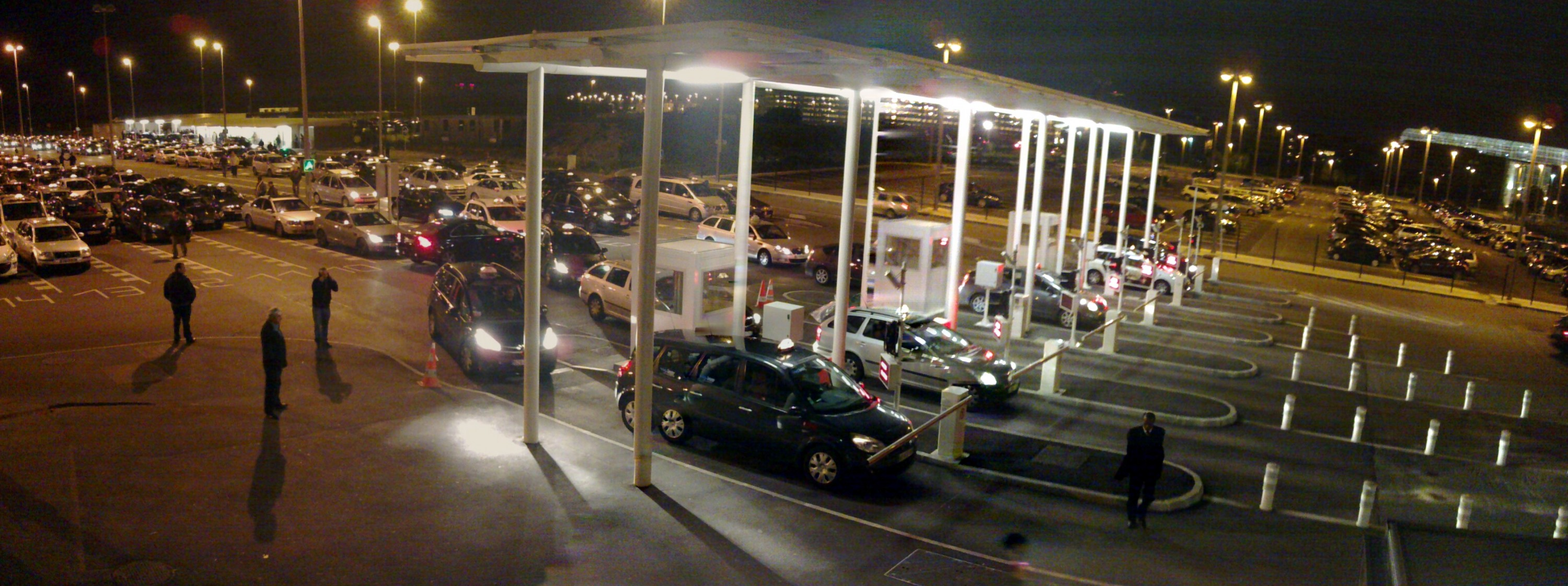
Zona di attesa dei taxi all'aeroporto

I mezzi per accedere all'aeroporto sono aumentati dalla sua apertura. Di seguito i modi per accedere all'aeroporto:

### Ferrovia
- SNCF Grandes Lignes, con una stazione del TGV che serve l'aeroporto sulla LGV Interconnexion Est e si collega alle linee Nord verso Lilla/Londra e Sud-Est verso Lione/Marsiglia).
- RATP RER B. La linea B del RER collega l'aeroporto alla città di Parigi ed è servito da due fermate diverse: RER-CDG1 per i terminal 1 e 3 e RER-CDG2 per il terminal 2 e gli altri).
- CDGVAL consente il collegamento tra i 3 terminal dell'aeroporto, la stazione dei treni ad alta velocità e le due stazioni della RER B e 2 parcheggi dell'aeroporto.

### Autobus
- RATP:
  - 349: Parc Expositions - Route Arpenteur ADP
  - 350: Paris-Gare de l'Est - Roissypole-Gare RER
  - 351: Paris-Nation - Roissypole-Gare RER
  - Roissybus 352: Paris-Opéra Métro - Aeroporto Charles de Gaulle
  - Noctilien 120: Gare de Corbeil-Essonnes - Aeroporto Charles de Gaulle
  - Noctilien 121: Gare de la Verrière - Aeroporto Charles de Gaulle
  - Noctilien 140: Gare de l'Est - Aeroporto Charles de Gaulle
- Cars Air France:
  - Linea 2: Étoile - Porte Maillot - Aeroporto Charles de Gaulle
  - Linea 3: Aeroporto Orly - Aeroporto Charles de Gaulle
  - Linea 4: Gare Montparnasse - Gare de Lyon - Aeroporto Charles de Gaulle
- Navetta Val d'Europe Airports (VEA):
  - Disneyland Resort Paris - Aeroporto Charles de Gaulle
- Allobus Roissy:
  - Allobus Sarcelles (Sarcelles, Garges les Gonesse, Gonesse, Arnnouville les Gonesse, le Thillay, Roissy en France)
  - Allobus Goussainville (Goussainville, Le Thillay, Roissy en France)
  - Allobus Villiers le Bel (Villiers le Bel, Gonesse, Roissy en France)
  - Allobus Tremblay en France (Tremblay en France)
  - Allobus Othis (Othis, Dammartin, Longperrier, Villeneuve sous Dammartin, Le Mesnil Amelot)
  - Allobus Villeparisis (Villeparisis, Mitry Mory)

## Galleria d'immagini

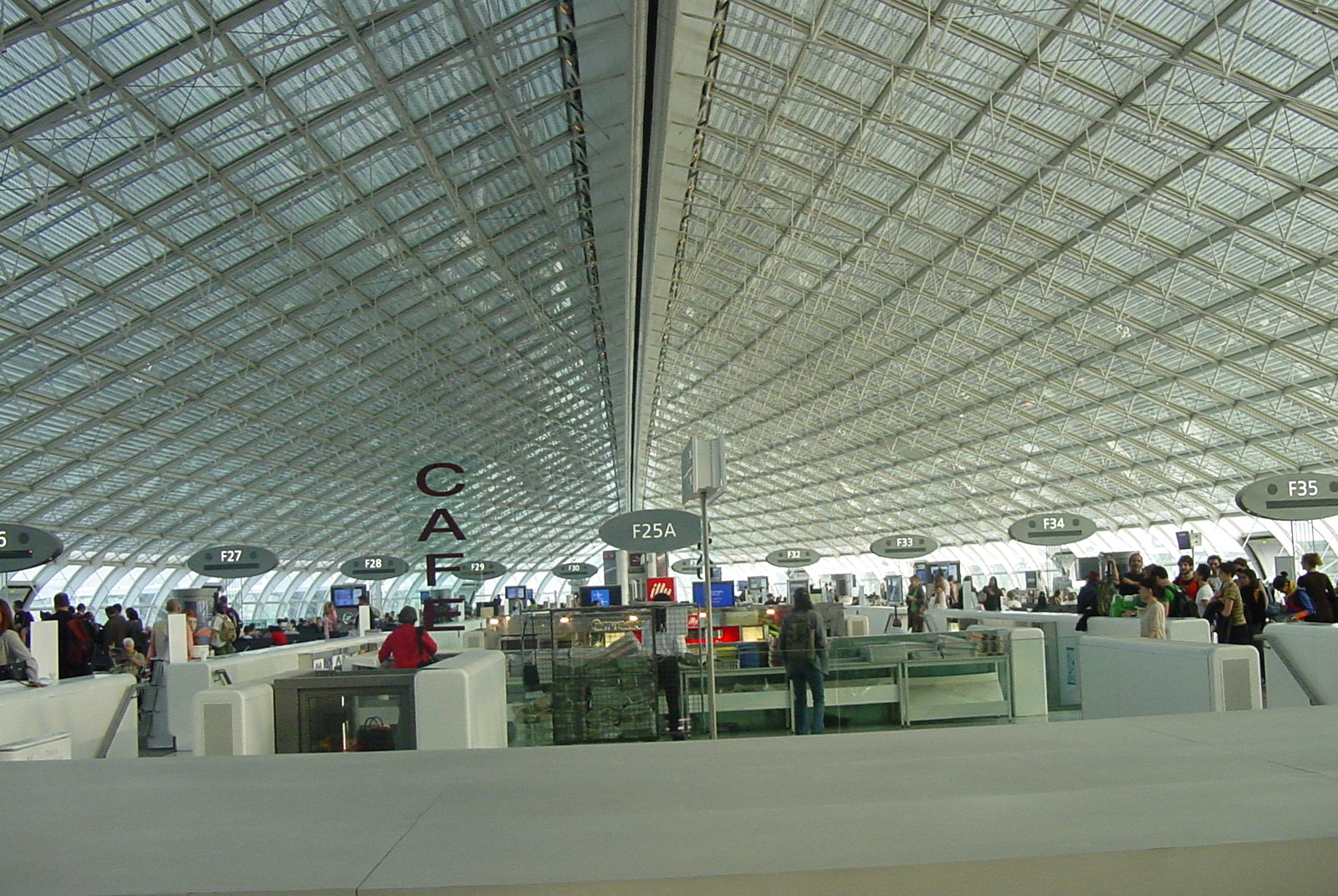
Interno del terminal 2F
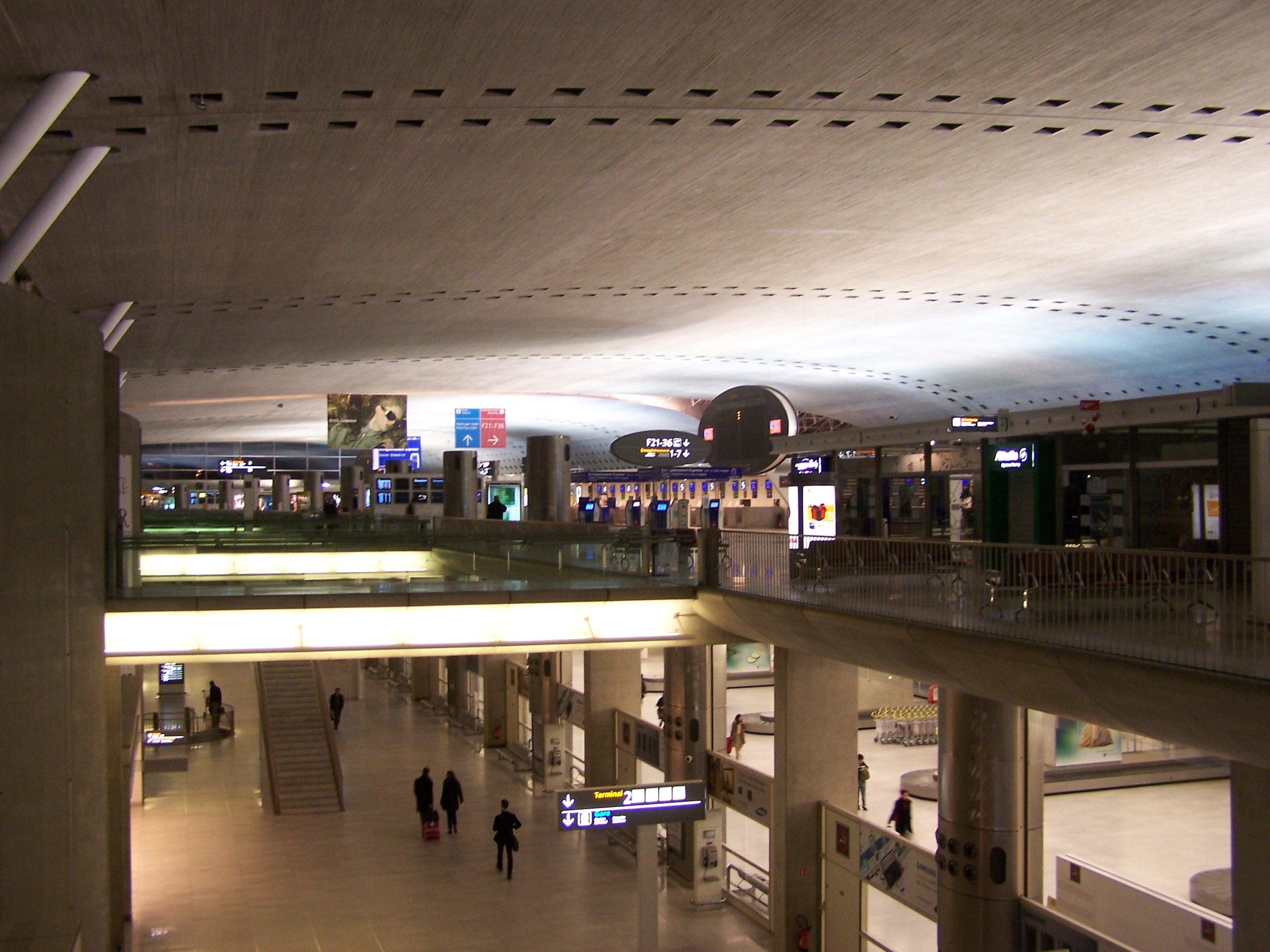
Interno del terminal 2F
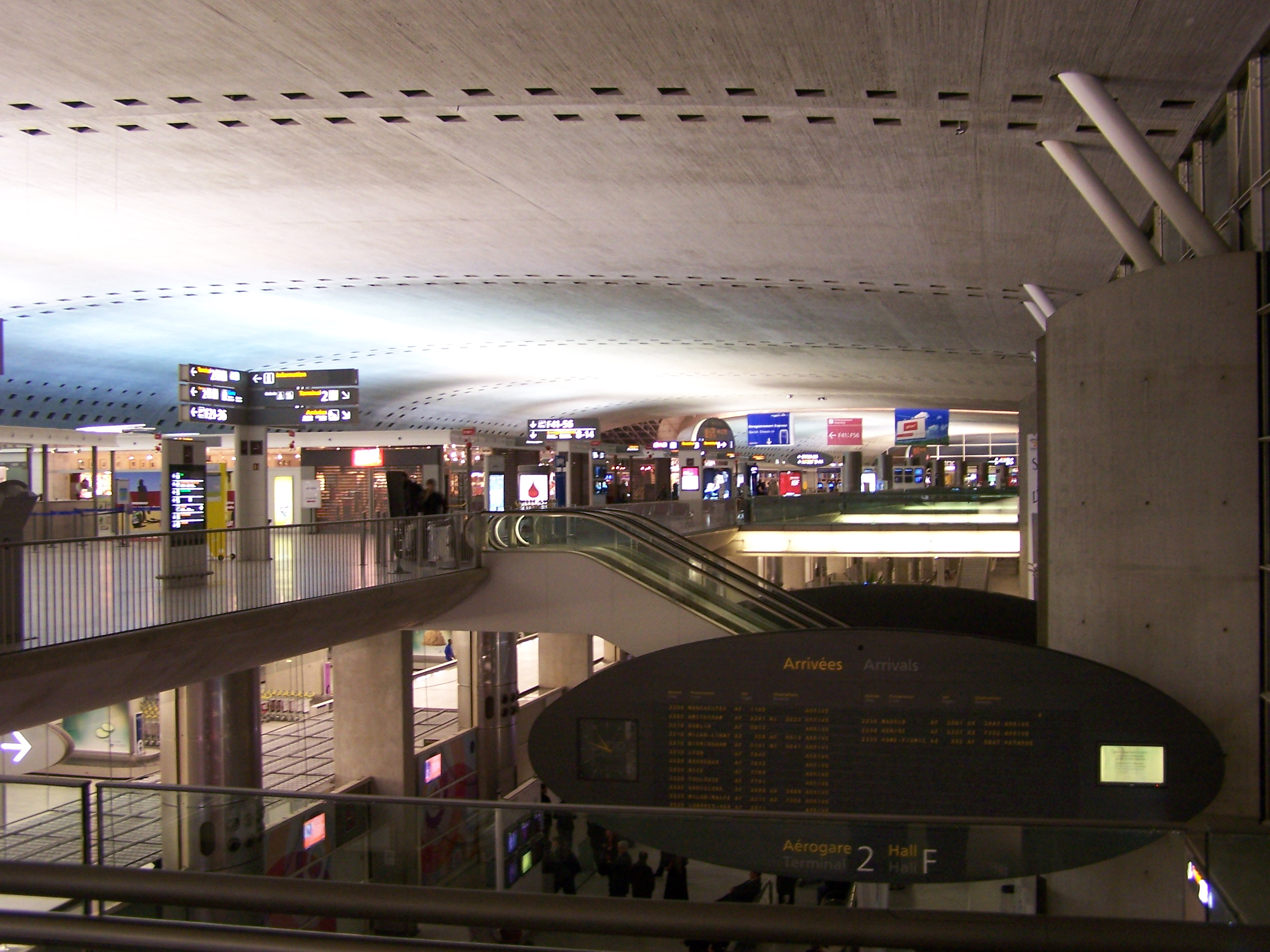
Interno del terminal 2F
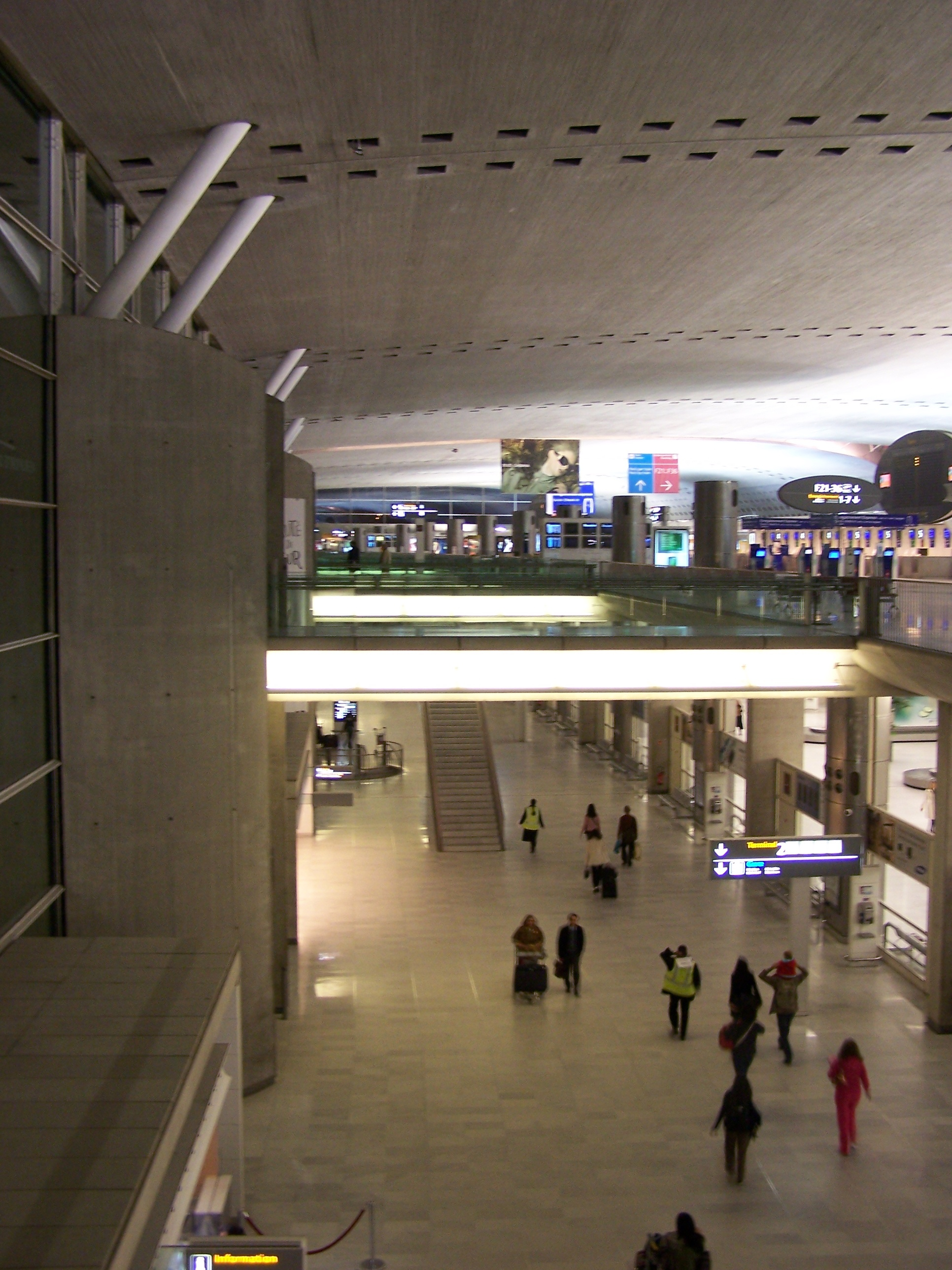
Interno del terminal 2F